# Да Варано
Да Варàно (на италиански: Da Varano) е важен италиански благороднически род, който изчезва през 1882 г. с Родолфо от клона на Ферара. Произхожда от Херцогство Сполето и управлява град Камерино и неговата територия в продължение на почти 300 години.

## История
Първата новина за негов представител датира от XIII век и се отнася до някой си Пронтагуера да Варано – кастелан на територията на Камерино, влиятелен водач на партията на гвелфите: неговите потомци винаги са силно гвелфски настроени. След него се знае за неговия правнук Джентиле I, който е водач на гвелфите в Камерино. Джентиле I вижда как градът е разрушен от крал Манфред, но самият той го възстановява, след като става глава на управлението на Камерино след битката при Беневенто. Новината за номинацията на Джентиле I през 1282 г. за граф на Кампаня, т.е. за глава на папската провинция Кампаня и Маритима (Южен Лацио) от папа Мартин IV, е опровергана от скорошни проучвания. Той умира през 1284 г. и оставя двама сина: Родолфо I и Берардо I. Родолфо I става наследник и получава титлите „граф на римската провинция“ и капитан на народа на Лука. Междувременно брат му Берардо I продължава да повишава престижа на семейството, което се зараждало в този исторически период.
През 1314 г. Родолфо I умира и през 1316 г. Берардо I става господар на Камерино, а през 1319 г. е обявен за „ маркиз на Анкона“ от папа Йоан XXII. Това е периодът на Авиньонското папство и Берардо I представлява доверената фигура на папата в опазването на владенията на Папската държава. През 1322 г. той превзема Урбино, Фано, Осимо и Реканати.
Когато Берардо I умира през 1329 г., той е наследен от сина си Джентиле II, който играе ролята в разширяване наи влиянието на семейството, като завладява Толентино, Гуалдо Тадино и Сан Джинезио. Той е и пламенен гвелф, което го кара да се бори срещу гибелините дълго време. През 1332 г. става папски викарий, но е принуден да стане свидетел на внезапната смърт на сина си Берардо, който въпреки това оставя четирима наследници: това събитие обаче би могло да навреди на социалния възход, който семейството постига в продължение на няколко десетилетия. Политиката му по това време се основава на това да угоди максимално на папа Инокентий VI и на кардинал Еджидио Алборнос.
Най-големият му внук, Родолфо II, го наследява след смъртта му през 1355 г. и, против очакванията на дядо си, се оказва способен политически стратег за Камерино. Той продължава да подкрепя кардинал Алборнос, който се опитва да си върне многобройните владения в Марке и Романя, разбунтували се срещу Църквата, и, назначен от папа Инокентий IV за гонфалониер на Светата Римска църква, постига и големи победи срещу лигата на родовете Орделафи и Малатеста. След като остава начело на папските сили до 1359 г., той става командир на флорентинската армия и се сражава срещу Бернабо Висконти.
Родолфо II не оставя мъжки наследници и при смъртта му през 1384 г. брат му Джовани става глава на малката държава Камерино. Джовани умира през 1385 г. без потомци: управлението попада в ръцете на последния от четиримата братя, Джентиле III, който продължава традиционната папска политика на семейството, което му позволява да бъде номиниран за сенатор на Рим през 1362 г.
През 1393 г. той е наследен от сина си Родолфо III, който благодарение на способностите си на лидер, получава Чивитанова като подарък от папата. Той подкрепя възкачването на Ладислав Анжуйски на трона на Неапол. През 1418 г. Николина ди Родолфо III да Варано се омъжва като втора съпруга за Брачо да Монтоне и през 1419 г. му ражда Карло Фортебрачо. През 1421 г. брат му Берардо да Варано по чудо се измъква от клането в Ночера, където са убити Николо и Бартоломео Тринчи. Бракът на първия син на Брачо, Одо, с Елизабета Тринчи, дъщеря на Николо (1418 г.), запечатва съюза между семействата Фортебрачо, Варано и Тринчи. Поражението и смъртта на Брачо (1424 г.) бележат упадъка на семействата. С неговата смърт започва упадъкът на властта на семейството, разкъсвано от вътрешни борби за власт. 
Синът му Джовани II е определен за наследник на Родолфо III, но баща му има деца от две съпруги: Елизабета Малатеста и Костанца Змедучи. Правилата за наследяване, установени от бащата, са оспорени от синовете и възниква ожесточена династична борба, която е потушена с намесата на кардинал Джовани Мария Вителески, изпратен през 1433 г. от папа Евгений IV. Той се опитва да успокои сериозния спор, като обезглавява най-разгорещения от братята, Пиерджентиле, но останалите заговорничат и убиват Джовани II. В този момент борбата за наследство се превръща в народно въстание, при което останалите двама братя, Берардо и Джентиле Пандолфо, са убити (клане във Варано).
По това време оцелелите от семейство Варано са Родолфо IV, син на Пиерджентиле, който по време на династичните борби се укрива в Римини при Малатеста, и Джулио Чезаре, син на Джовани II, докато Камерино е под закрилата на Франческо I Сфорца. Така през 1444 г. Родолфо IV си възвръща града, но е принуден да отстъпи Толентино на Папската държава. Той умира през 1464 г.
Той е наследен от Джулио Чезаре, велик воин и меценат, който се сражава в служба на папата, Флоренция, Милано и Венеция, но е безсилен срещу силите на Чезаре Борджия, който през 1502 г.  превзема града и убива него и трима от синовете му. Отведен в крепостта в Пергола, той е заклан от Микелето Кореля, един от кондотиерите на Борджиите, докато синовете му Анибале, Венанцио и Пиро са затворени в крепостта в Католика. Микелето, след като стига до Католика, удушава Анибале и Венанцио, докато Пиро, отведен в Пезаро, е убит пред църквата „Сан Франческо“. Джовани Мария успява да избяга заедно с братовчед си Ерколе, син на Родолфо IV; и двамата се спасяват от яростта на Чезаре Борджия, като се укриват първо в Акуила, а след това във Венеция. Сестра Камила да Варано, или сестра Батиста, монахиня от Ордена на кларисинките, също бяга от Камерино и търси гостоприемство при кларисинките от Фермо, които, поради страх от репресии, не я приемат, така че тя е принудена да се оттегли в Атри, за да остане при кларисинките в Неаполското кралство.
След смъртта на папа Александър VI и падането на Борджиите е избран папа Юлий II: след като си възвръща папските владения, той връща Камерино на Джовани Мария да Варано, който, след като открива присъствието на Микелето Кореля в Кали, го затваря и нарежда да бъде убит. През 1515 г. папа Лъв X го прави херцог с тържествена церемония, председателствана, като папски делегат, от кардинал Иноченцо Чибо, негов племенник, и от епископа на Ночера, като апостолически комисар, Варино Фаворино от Камерино, хуманист и учител по старогръцки език на папа Лъв X, и от епископа на Камерино Антонджакомо Бонджовани. След смъртта му през 1527 г. без мъжки потомци Херцогство Камерино е обединено с това на Урбино, тъй като дъщеря му Джулия, единствена наследница, се омъжва за херцога на Урбино Гуидобалдо II дела Ровере. Джулия, под регентството на майка си Катерина Чибо, отстъпва правата си на папа Павел III през 1539 г. По това време семейството остава при Ерколе, син на Родолфо IV, който живее във Ферара. Той се опитва да си върне Камерино, но е заловен и затворен, а впоследствие синът му Матия също е изгонен от града в Марке, след като го завладява за кратък период. Папа Павел III се намесва, за да помогне на Ерколе и му присъжда титлата „херцог на Камерино“, но тъй като не може да се върне в родовите си територии, той остава във Ферара. Накрая, неговият племенник Пиержентиле също се опитва безуспешно да си върне града през 1549 г.
Други представители на рода са Антонио да Варано (XV век), подест на Мантуа от 1418 до 1419 г., Томазо да Варано (XV век), писател, и Джулио да Варано (XV век), философ на служба при Гонзага.

## Владетели на Камерино (1259 –1539)
Херцогство Камерино (сеньория от около 1259 до 1515 г.) е малка независима италианска държава, анклав в рамките на Папската държава, управлявана в продължение на близо 300 години от семейство Да Варано, произхождащо от лангобардското херцогство Сполето. През 1515 г. последният господар, Джовани Мария, е направен херцог от папа Лъв X, но новият ранг ефективно просъществува едва до 1539 г.
| Титла         | Име           | Управление               | Съпруга                                                         | Бел.                                                                                        |
| Сеньор        | Джентиле I    | ок. 1259 - 1284          | Алтеруча д'Алтино                                               |                                                                                             |
| Сеньор        | Берардо I     | 1284 - 1325              | Ема                                                             |                                                                                             |
| Сеньор        | Родолфо I     | 1284 - 1316              | Галатеа                                                         | с Берардо I                                                                                 |
| Сеньор        | Джентиле II   | 1325 - 1355              | Джентилеска                                                     | син на Берардо I                                                                            |
| Сеньор        | Берардо II    | 1335 - 1341              | Белафиоре Брунфорте ди Сан Джинезио                             | заедно с баща си Джентиле II, но умира преди него                                           |
| Сеньор        | Родолфо II    | 1355 - 1384              | Паолина ди Моляно, Камила Киавели                               | син на Берардо II                                                                           |
| Сеньор        | Джовани I     | 1384 - 1385              |                                                                 |                                                                                             |
| Сеньор        | Джентиле III  | 1385 - 1399              | Теодора Салимбени                                               | по-малък брат на Родолфо II                                                                 |
| Сеньор        | Родолфо III   | 1399 - 1424              | Елизабета Малатеста, Костанца Змедучи                           |                                                                                             |
| Сеньор        | Пиерджентиле  | 1424 - 1433              | Елизабета Малатеста                                             |                                                                                             |
| Сеньор        | Джовани II    | 1424 - 1433              | Бартоломеа Змедучи                                              | с Пиерджентиле                                                                              |
| Сеньор        | Родолфо IV    | 1444 - 1464              | Камила д'Есте                                                   | 1434-1444, край на Сеньория Камерино и раждане на Република Камерино                        |
| Сеньор        | Джулио Чезаре | 1444 - 1502              | Джована Малатеста                                               | с братовчед си Родолфо IV                                                                   |
| Сеньор        | Венанцио      | 1502 - 1502              | Мария дела Ровере                                               | управление на Чезаре Борджия                                                                |
| Сеньор Херцог | Джовани Мария | 1502; 1504 - 1515 - 1527 | Катерина Чибо херцогиня регентка (1527-1535)                    | 1515 начало на херцогството                                                                 |
| Херцогиня     | Джулия        | 1527-1539                | Гуидобалдо II дела Ровере, херцог на Урбино, херцог на Камерино | 1539 г. край на херцогството и предаването му от папа Павел III на внука му Отавио Фарнезе. |